# Малая Камала
Малая Камала — село в Рыбинском районе Красноярского края. Административный центр  Малокамалинского сельсовета.

## География
Село находится на расстоянии примерно 18 км (по прямой) к северо-востоку от города Заозёрный, административного центра района.

### Климат
Климат резко континентальный. Зима суровая, средние температуры января составляют –19—21 °С, критические — от –45 до –52 °С. Лето преимущественно жаркое, солнечное, со средними температурами июля +19—25 °С, максимальные: +34—38 °С.

## История
Село основано в 1893 году. В 1926 году было учтено 2766 жителей, преимущественно украинцев.  В 1904 году построили церковь и школу. В советское время работали колхозы «Октябрь» и «Красный Октябрь», совхоз «Заозёрновский» и откормочный совхоз «Черемшанский».

## Население
| 2010 |
| ---- |
| 403  |

### Национальный состав
Согласно результатам переписи 2002 года, в национальной структуре населения русские составляли 92 % из 481 чел.